# Цареконстантиновская волость
Цареконстантиновская волость — административно-территориальная единица Александровского уезда Екатеринославской губернии.
По состоянию на 1886 год состояла из 6 поселений, 5 сельских общин. Население — 14016 человек (6860 мужского пола и 7156 — женского).
|                               | Площадь, десятин | В том числе пахотной (дес.) |
| ----------------------------- | ---------------- | --------------------------- |
| Сельская община               | 38230            | 30568                       |
| Частная собственность         | 3566             | 1080                        |
| Государственная собственность | 7750             | 2500                        |
| Другая собственность          | 490              | 411                         |
| Всего                         | 50036            | 34559                       |

## Основные поселения
- Цареконстантиновка (Каменка) — село при реке Каменка за 105 верст от уездного города, 4830 человека, 717 дворов, православная церковь, школа, 4 лавки, Ренский погреб, ярмарка, базары по воскресеньям. За 6 верст — 2 кирпичных завода.
- Алексеевка — село при реке Берда , 3515 человек, 361 двор, православная церковь, школа, 2 лавки.
- Бельманка — село при реке Берда , 2453 человека, 365 дворов, молитвенный дом, школа, 2 лавки.
- Гайчул — село при реке Гайчул , 2286 человек, 330 дворов, православная церковь, школа, лавка.
- Новокаменка — село при балке Кобильни , 864 человека, 106 дворов.